# Wresat–1
Wresat–1 (Weapons Research Establishment Satellite) az első ausztráliai műhold, teszt ionoszféra műhold.

## Küldetés
Feladata tesztelni a rakétabázis, a műhold- és a földi kiszolgáló állomások technikai berendezéseit.

## Jellemzői
Gyártó és üzemeltető az ausztráliai WRE (Weapons Research Establishment, Salisbury). Ausztrália lett a Szovjetunió, az USA és Franciaország után a 4. nemzet, aki saját rakétával juttatott műholdat a világűrbe.
Megnevezései: WRESAT; COSPAR: 1967-118A; Kódszáma: 3054.
1967. november 29-én Woomera (Dél-Ausztrália) űrközpontból, az LA–8 (LC–Launch Complex) jelű indítóállványról egy Sparta (2029/SV-10) hordozórakétával állították alacsony Föld körüli pályára (LEO = Low-Earth Orbit). Az orbitális pályája 99,27 perces, 83,35 fokos hajlásszögű, elliptikus pálya perigeuma 193 kilométer, az apogeuma 1259 kilométer volt.
Forgás stabilizált műhold. A stabilizálást és a pályatartást gázfúvókák alkalmazásával segítették. Formája kúp alakú, magassága 1,59, átmérője 0,76 méter, műszerezettségének tömege 45 kilogramm.
A rendelkezésre álló Redstone rakéta a közös amerikai-brit-ausztrál SPARTA-kutatási program megmaradt, módosított hordozó eszköze.
1968. január 10-én 42,218 nap (0,1158 év) után belépett a légkörbe és megsemmisült.